# Kristi Ferrell
Kristi Ferrell (* 1960 in Lewisville, Texas) ist eine US-amerikanische Schauspielerin.
Bevor sie ihre Schauspiel-Karriere 1982, mit einer Gastrolle, in der Serie CHiPs startete, war sie von 1978 bis 1979 bei den Dallas Cowboys Cheerleaders. 
Nachdem sie in einer Folge der Serie Dallas mitspielte, stieg sie 1984 in der US-Soap Springfield Story ein. Dort spielte sie die Roxie Shayne bis 1988. Für ihre Rolle erhielt sie 1986 eine „Soap Opera Digest Award“ Nominierung als beste Schauspielerin. 
Seitdem ist es um Kristi Ferrell ruhig geworden. Zuletzt sah man sie in einem Fernsehfilm 1997.